# سوكارجا سوماديكارتا
سوكارجا سوماديكارتا (بالإندونيسية: Soekarja Somadikarta)‏ (مواليد 21 أبريل 1930) هو عالم طيور إندونيسي وأستاذ فخري في جامعة إندونيسيا. وُصِف سوماديكارتا بأنه أبُ علم الطيور الإندونيسي، كما كان رائدًا في مجال البحوث المنهجية للطيور في إندونيسيا."
سُمّي طائر التوجيان ذا الأعين البيضاء باسم Zosterops somadikartai تيمنًا بالعالم، وهو طائر اكتشف في جزر توجيان.

حصل على جائزة هابيبي عام 2011.

## مقالات
- Somadikarta، Soekarja (1967). "A Recharacterization of Collocalia papuensis Rand, the Three-toed Swiftlet" (PDF). Proceedings of the United States National Museum. Washington, D.C. ج. 124: 1. مؤرشف من الأصل (PDF) في 2017-09-21 – عبر Smithsonian Institution.</ref>
- Somadikarta، Soekarja (1968). "The Giant Swiftlet, Collocalia gigas Hartert and Butler". The Auk. ج. 85 ع. 4: 549–559. DOI:10.2307/4083365. JSTOR:4083365.